# Bengolea
Bengolea es una pequeña localidad del departamento Juárez Celman, en la zona centro-sur de la provincia de Córdoba, Argentina; sobre la ruta provincial RP 11, entre las localidades de Olaeta y de Ucacha.

## Población
Según el censo provincial realizado en 2022 se registró una población de 1005 habitantes (Indec, 2022).

## Economía
Su actividad económica es principalmente agropecuaria. El pueblo es el centro de una próspera colonia que ha centrado su trabajo en la explotación agropecuaria y en menor medida en la ganadería. Actualmente la mayoría de sus campos están dedicados al cultivo de la soja, y en décadas anteriores se concentró en la producción de maní y maíz.
El área rural tiene aproximadamente 70.000 ha, de las cuales entre 18.000 y 21.000 se destinan a la soja, 10.000 y 15.000 al maíz, 3.000 y 4.000 al maní, 1.000 al girasol y 2.000 y 3.000 al trigo.
Los rendimientos de las cosechas son típicos de la pampa semiárida, en la que está enclavada. La soja produce una media de 3.000 kg/ha, el maíz 8.000 kg/ha, el maní 2.000 kg/ha, el girasol 1.800 kg/ha y el trigo 2.000 kg/ha.
En materia de ganadería, se han contabilizado unos 15.000 vacunos, aunque lamentablemente se ha producido un fuerte reducción de los tambos. Este fenómeno se produjo como consecuencia de la exitosa expansión del cultivo de la soja.

## Toponimia
El nombre de la población Bengolea fue colocado por Teodoro Lange como homenaje al entonces Ministro de Obras Públicas, Sr. Abel Bengolea por disponer la instalación de una estación de Ferrocarril en 1902 sobre tierras donadas por Teodoro Lange. También, el apellido Bengolea deriva de una familia propietaria de una estancia en la zona.

## Historia
Según la tradición oral, a comienzos del siglo XX había en la geografía del pueblo unas pocas casas, que pronto se vieron rodeada de una ambiciosa urbanización que rodeó la llegada de las vías del Ferrocarril Central Argentino.
La construcción de la estación se inició en 1902 y concluyó un año más tarde. Era un eslabón de la cadena que en 1906 unió los centros ferroviarios de Firmat (en Santa Fe) con Río Cuarto. Las locomotoras a carbón de la época obligaba a las máquinas a disponer de tanques de agua a una distancia no superior a los 30 km, por lo que los pueblos creados a la vera del ferrocarril fueron trazados sobre un mapa. La construcción de la línea férrea demandó ingente esfuerzo de las numerosos cuadrillas de trabajadores que crearon sólidos terraplenes a lo largo de la zona centro-sur de la provincia.
La llegada del ferrocarril posibilitó una auténtica explosión de cultivos agrícolas, que pronto recibió el aporte de inmigrantes, particularmente italianos, que compraron y sobre todo arrendaron terrenos para iniciar un uso de la tierra desconocido hasta entonces.
La primera década del siglo XX tuvo un signo muy positivo de expansión, pero un hecho fortuito trabó la marcha ascendente. La urbanización del pueblo había sido instrumentada por un alemán, Teodoro Lange, que murió muy joven y las dificultades para definir la herencia hizo imposible que las autoridades del Banco de la Nación que ya habían decidido crear una sucursal en el pueblo, no pudieran adquirir un terreno adecuado para la Casa de Crédito.
A los tres años de la llegada del ferrocarril, Bengolea tuvo su escuela, con una población de 40 niños y de inmediato una comisaría.
Bengolea tuvo épocas de prosperidad, como las de los años sesenta y años setenta, con una fuerte producción de maní, en los últimos años reemplazado por la soja.
El retorno de la democracia en los años ochenta brindaron a Bengolea la posibilidad de modernizar el pueblo, cuando se construyeron más de un centenar de viviendas, se habilitó el ciclo de estudios secundarios, arribó una filial del Banco de la Provincia de Córdoba y Bengolea quedó unido al sistema interconectado nacional, de telefonía y electricidad.

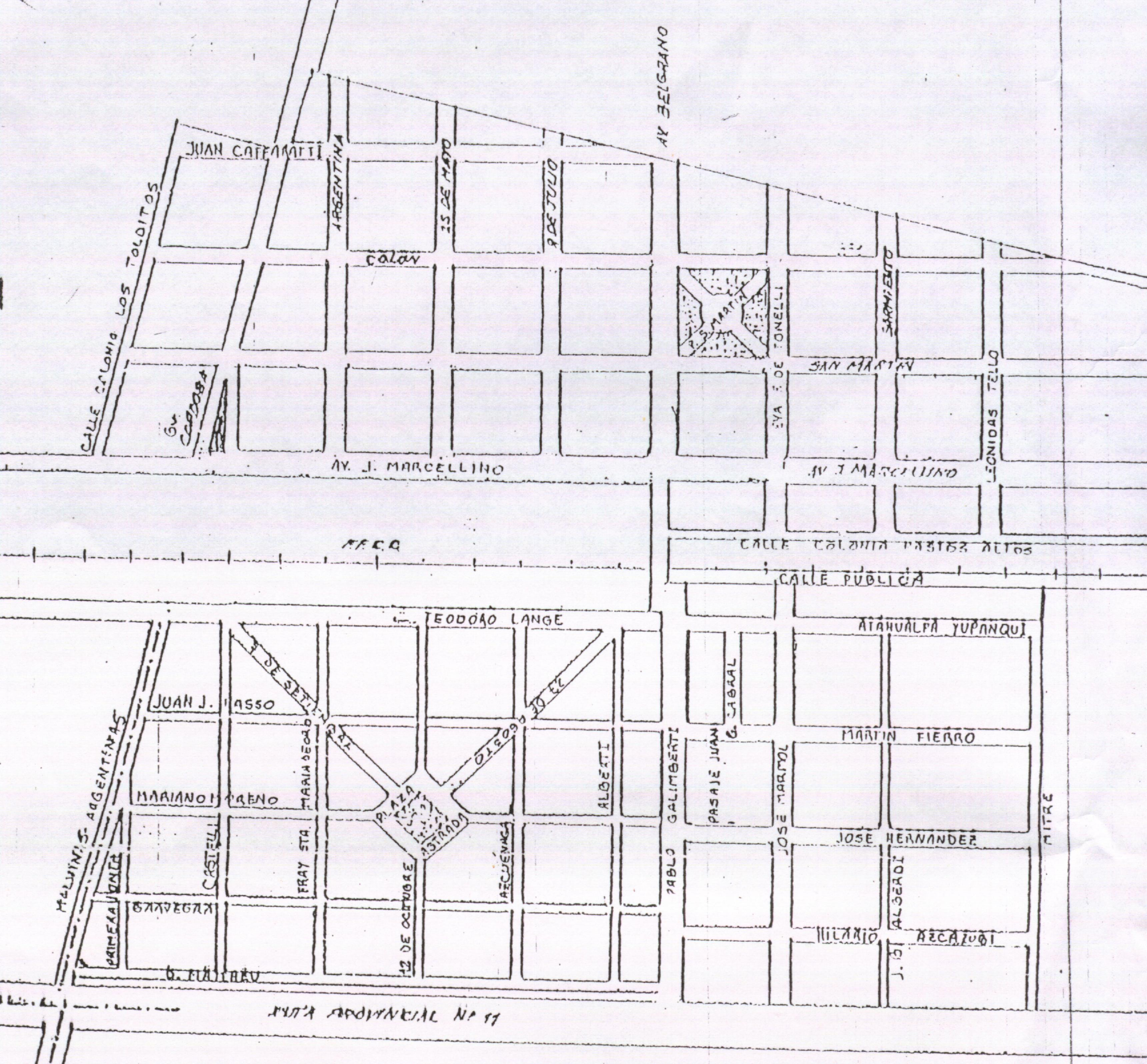
Plano de Bengolea.

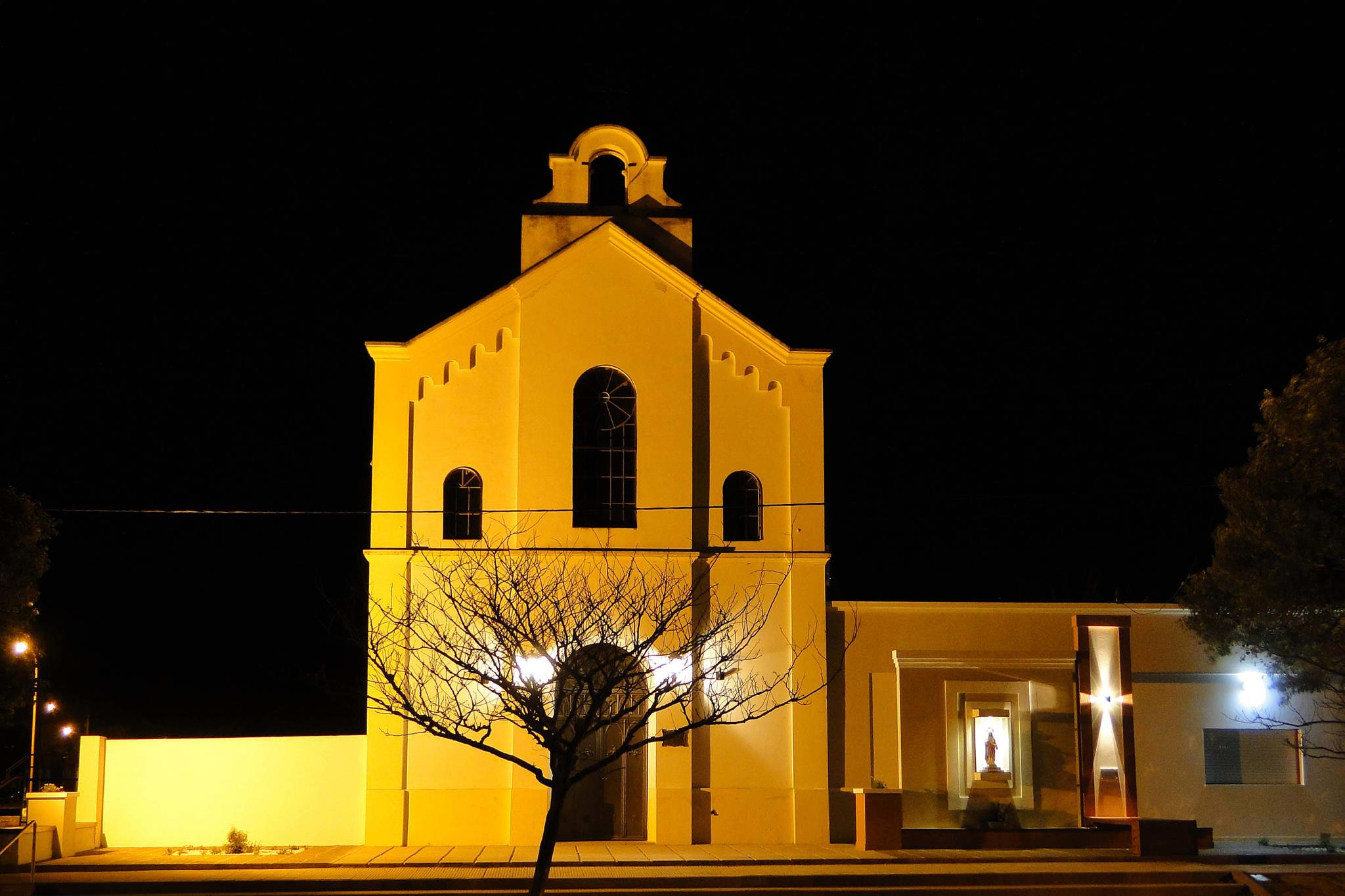
Capilla San Grato.

Bengolea celebra el 27 de agosto como el día de su fundación, porque en esa fecha de 1903 un decreto del Ministerio de Obras Públicas de la Nación, durante el gobierno de Julio Argentino Roca, habilitó al servicio el sector de línea férrea entre las estaciones Chazón y Lagunillas (hoy Olaeta), quedando consecuentemente habilitada la estación Bengolea del trazado de estaciones a lo largo del ramal Firmat-Rosario del Ferrocarril Central Argentino.
La población cuenta con una Cooperativa Agropecuaria, sucursal de Cotagro, con servicios de consumo y planta de silos de acopio. Además existe otra planta de granos con seleccionadora y exportadora de oleaginosos y de cereales
Posee también más de 30 firmas comerciales de consumo y servicios varios, entre ellos, bocas de expendio de combustibles, dos de las cuales están situadas a la vera de la ruta 11, que une Río Cuarto con Rosario.
El pueblo tiene una Industria Láctea dedicada a la elaboración y comercialización de dulce de leche de calidad de exportación. Además de  tener en carpeta varios proyectos de radicación de industrias de pymes locales. Hay una avícola para mejorar la producción de huevos, y una decena de apicultores con interesante caudal de producción de miel.
La población cuenta con una Extensión de Mostrador del Banco de la Provincia de Córdoba, que funciona en edificio construido expresamente y con el esfuerzo mancomunado de la Municipalidad y la comunidad en general.
Posee además un centro de carga para transportes rurales y una línea de transporte de colectivo de pasajeros con 12 frecuencias diarias desde y hacia Río Cuarto y desde y hacia Corral de Bustos y Cruz Alta.
Bengolea tiene un activo servidor de internet que provee servicios a sus habitantes, la vasta zona rural que tiene electricidad y hasta muchos habitantes de localidades vecinas.

## Educación
- Guardería Municipal
- Jardín de Infantes
- Establecimiento escolar primario: Dr. Juan Manuel Pereyra
- Establecimientos rurales primario:
  - Esc. Sargento Cabral
  - Esc. Manuel Belgrano
- Instituto de enseñanza media: IPEM n.º 81
- Instituto de enseñanza media de adultos: CENMA n.º 346 - Anexo Bengolea (semipresencial)

### Escuela Dr. Juan Manuel Pereyra, Ex Nacional N.º 15

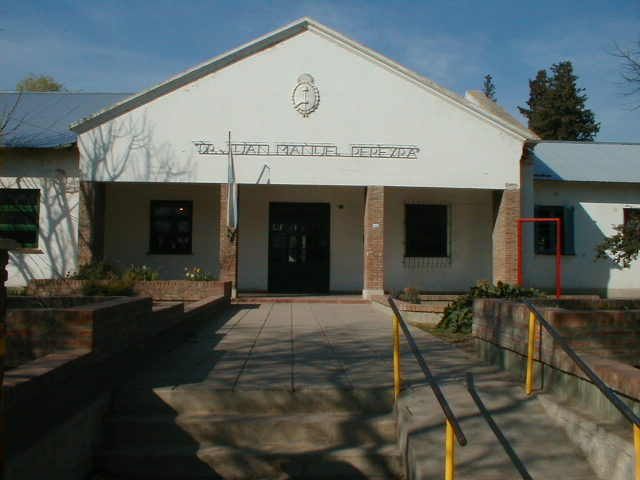
Escuela Juan M. Pereyra.

### Biblioteca Popular Juan Gregorio Cabral
La Biblioteca Juan Gregorio Cabral, fue fundada el 18 de diciembre de 1983. En la actualidad cuenta con más de 2500 volúmenes de texto de consulta, de estudios, de novelas, literatura infantil, enciclopedias y una videoteca en formación.-
Presta su apoyo a los alumnos de las escuelas primarias y secundarias de nuestra comunidad como así también está a disposición del público en general.
Se está organizando un curso de Capacitación Laboral a través de un aula virtual y está a punto de iniciar una carrera Terciaria de Licenciatura en Cooperación, dictada por el Fecotel.

## Social y deportiva

### Club Atlético Unión de Bengolea
Nace el 12 de abril de 1936, siendo su primer presidente el Sr. Samuel Domínguez. Institución señera en el pueblo.
Su nombre se debe a la fusión de instituciones rivales preexistentes Independiente y Huracán ambos de la localidad.
A lo largo de toda su historia cumplió con una importante función social, cultural y deportiva. En este último rubro tuvo especial transcendencia la campaña futbolista en la década de 1960s en la liga independiente Manuel Belgrano, con destacados logros, donde participaron también con buenos resultados el Club Juvenil Argentino y el Club Sportivo Colonias Unidas.
Tuvo también una larga actuación en la liga de fútbol Dr. Adrián Beccar Varela, donde logró varios éxitos en divisiones inferiores.
En otros aspectos deportivos, la institución rehabilitó su complejo bochófilo, con una masiva participación local de adherentes.
Tiene un rico historial en la organización en las fiestas tradicionales del pueblo: como las Patronales, el 7 de septiembre, de los 15 años, etc.
Como servicio a la comunidad, la institución encaró la obra del sistema de Video Cable, que luego fue transferido a la Cooperativa de Servicios Públicos.
Tiene como tradición la organización de un importante torneo nocturno de fútbol 7, con la participación de gran cantidad de equipos locales y zonales, disputando Héctor Omar Salusso la Copa Challenger.
Fomenta el deporte de karate, patín, vóley y ajedrez. Hoy está abocada fuertemente a la restauración de su sede social y salón de fiestas.
En el Año 2017 logra la re afiliación a la Liga Dr. Adrián Beccar Varela, participando únicamente con divisiones inferiores, con una importante colaboración de niños, y padres, en esta oportunidad se ficharon 56 niños entre las edades de 6 años, y 17 años, logrando formar así 3 categorías, (Sub-17, Sub-13, y 2008), para participar del campeonato Apertura, y Clausura de mencionada liga.

## Medios de comunicación

### FM 81
Su origen es cercano y se remonta al 30 de abril de 2008. Es la primera radio que comenzó a funcionar en el pueblo y tuvo gran aceptación por toda la comunidad de Bengolea. La radio se creó gracias a un proyecto ideado, impulsado y coordinado por el IPEM N.º 81 Dip. Duilio J. Giorgetti.
La radio está en total funcionanimento con 24 h de transmisión. El proyecto está en fase de desarrollo, ya que lo que se supone es que los alumnos del IPEM sean los constructores de los programas y los transmisores de la radio. Actualmente su lugar físico es una sala dentro del edificio escolar.
La radio se puede sintonizar en el dial 100.1 MHz y además establecer un contacto por internet a través de https://www.facebook.com/pages/FM-81-Bengolea/149310431874312

## Servicios

### Cooperativa de Provision de Electricidad
Fue fundada en el año 1958, iniciando sus actividades generando energía eléctrica con motogeneradores. En 1978, queda interconectada al sistema provincial desde la localidad de Ucacha, permitiendo el desarrollo en el año 1981, de la electrificación rural.

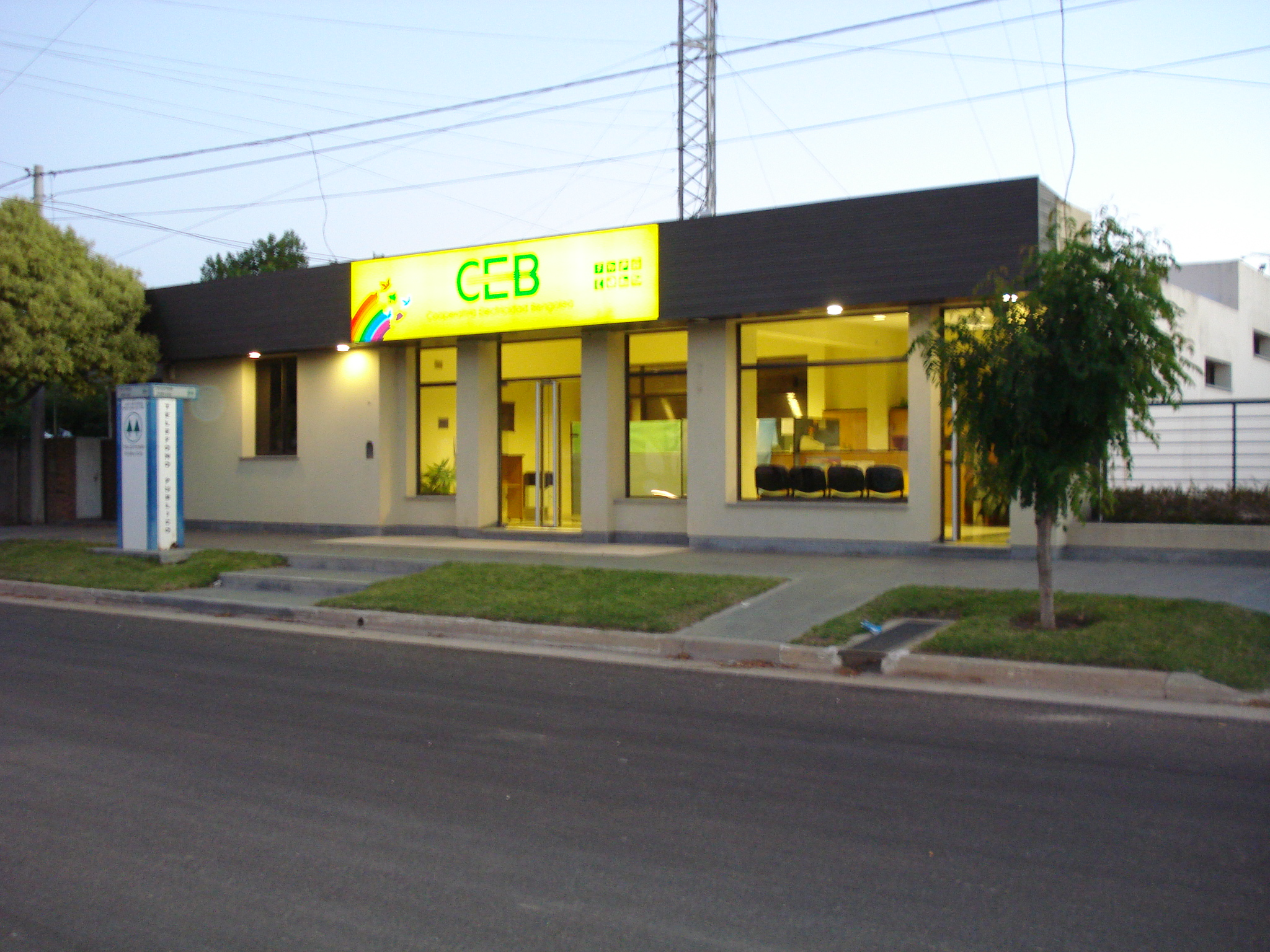
Cooperativa de Electricidad de Bengolea.

En el mes de agosto de 1969, quedó inaugurado el sistema de Agua Potable domiciliaria, elemento de vital importancia para la localidad.
El día 7 de abril de 1967, se inauguró el servicio telefónico automático, en 1986 quedó conectada al sistema de discado directo nacional.
Desde el año 1993, cuenta con una nueva central telefónica electrónica digital, con discado directo internacional.
Tiene actualmente servicios de internet, video cable, gas domiciliario, ambulancia y de sepelio.

## Salud

### Dispensario municipal
Fue creado en el año 1951 y su primer médico director fue el Dr. Juan Manuel Pereyra. Quien junto a la comunidad logró la construcción de su actual edificio propio en el año 1967, inaugurado el día 21 de octubre, con la presencia del Ministro de Salud Pública.
Hoy ha pasado a la órbita municipal y su director es el Dr. Guillermo Javier Martínez, renombrado internista y nefrólogo de Buenos Aires.  

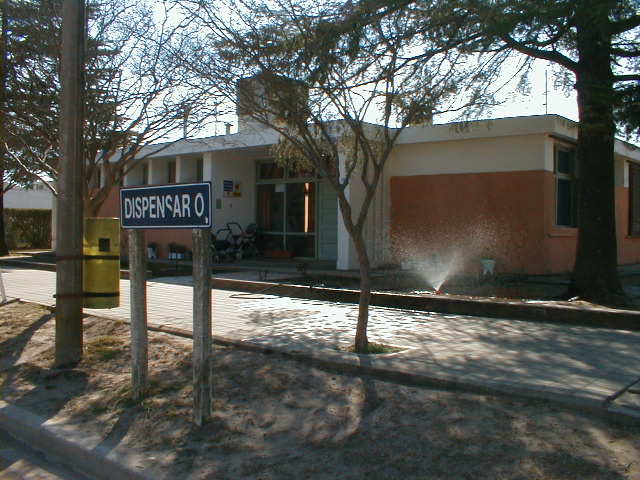
Dispensario de Bengolea.

### Fiebre hemorrágica argentina
Bengolea está a unos 350 km del núcleo inicial de la enfermedad: el partido de Junín y el partido de Chacabuco. Ha habido un único caso en 1986 (paciente de 22 años, curado con plasma sanguíneo de convalecientes). En esos años los Centros de Tratamiento del Mal de los rastrojos eran los Hospitales de Alejandro Roca (a 45 km de Bengolea), La Carlota (a 80 km) y Río Cuarto (a 80 km).
La última vacunación contra la fiebre hemorrágica, se realizó en el año 2009 a través del Dispensario Municipal y gracias al Hospital Provincial de Villa María.

## Geografía
- Long 33 01' 24.83 Sur
- Lat 63 40' 08.86 Oeste
- Alt: 231 m s. n. m.

### Suelos
Pertenecen al orden de los hapludoles: tienen un perfil somero A, AC, C. La textura del suelo es franca arenosa, con contenidos de materia orgánica rondando los 2 % MO; muy aptos para una agricultura en siembra directa sin roturación de la tierra.

### Sismicidad
La sismicidad de la región de Córdoba es frecuente y de intensidad baja, y un silencio sísmico de terremotos medios a graves cada 30 años en áreas aleatorias. Sus últimas expresiones se produjeron:
- 22 de septiembre de 1908 (116 años), a las 17.00 UTC-3, con 6,5 Richter, escala de Mercalli VII; ubicación 30°30′0″S 64°30′0″O / -30.50000, -64.50000; profundidad: 100 km; produjo daños en Deán Funes, Cruz del Eje y Soto, provincia de Córdoba, y en el sur de las provincias de Santiago del Estero, La Rioja y Catamarca[3]

- 16 de enero de 1947 (78 años), a las 2.37 UTC-3, con una magnitud aproximadamente de 5,5 en la escala de Richter (terremoto de Córdoba de 1947)[2]

- 28 de marzo de 1955 (70 años), a las 6.20 UTC-3 con 6,9 Richter: además de la gravedad física del fenómeno se unió el desconocimiento absoluto de la población a estos eventos recurrentes (terremoto de Villa Giardino de 1955)

- 7 de septiembre de 2004 (20 años), a las 8.53 UTC-3 con 4,1 Richter

- 25 de diciembre de 2009 (15 años), a las 21.42 UTC-3 con 4,0 Richter